# Grande-Terre

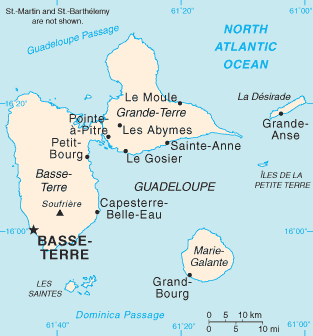
Quần đảo Petite Terre cách khoảng 10 km về phía đông nam của đảo Grande-Terre. Grande-Terre được đặt tên tương phản với hai hòn đảo nhỏ này.

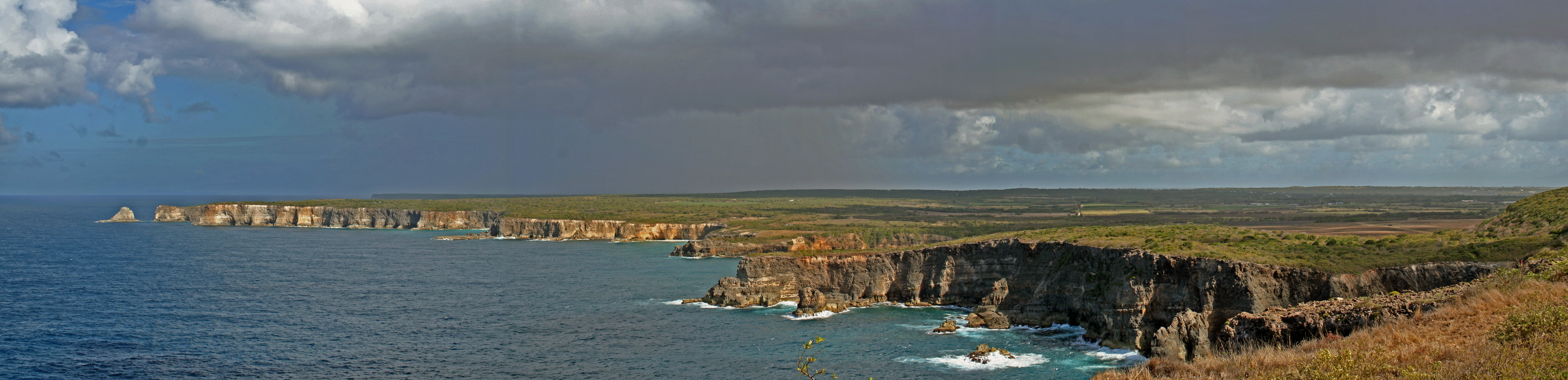
Toàn cảnh la Pointe de la Grande Vigie ở phía bắc của Grande-Terre, Guadeloupe.

Đảo Grande-Terre () là tên của nửa phía đông của Guadeloupe, trong quần đảo Tiểu Antilles. Nó được ngăn cách với nửa kia của đảo Guadeloupe, Basse-Terre, bằng một kênh biển hẹp gọi là Rivière Salée (theo tiếng Anh là Salt River). Pointe de la Grande Vigie, ở Grande-Terre, là điểm cực bắc của đảo Guadeloupe. Về phía đông của đảo là La Désirade, về phía nam là Marie Galante
Mặc dù tên của nó, Grande-Terre (nghĩa đen là "Vùng đất lớn" trong tiếng Pháp) nhỏ hơn đảo Basse-Terre. Nó được gọi như thế, để đối lập với Quần đảo Petite Terre nhỏ hơn nhiều (Quần đảo "Đất nhỏ"), gồm hai hòn đảo rất nhỏ nằm khoảng 10 km về phía đông nam của Grande-Terre (xem bản đồ bên trái).
Bờ biển thụt vào của Grande-Terre được bao quanh bởi các rạn san hô và hòn đảo là một cao nguyên đá vôi. Bề mặt của nó là một loạt các ngọn đồi dốc, bãi biển cát trắng và vách đá. Các bãi biển của hòn đảo bao gồm cả cát trắng và đen, cũng như những bãi cát vàng. Trong số hai hòn đảo, Grande-Terre là nơi có phần lớn các trang trại và khu du lịch của Guadeloupe. 

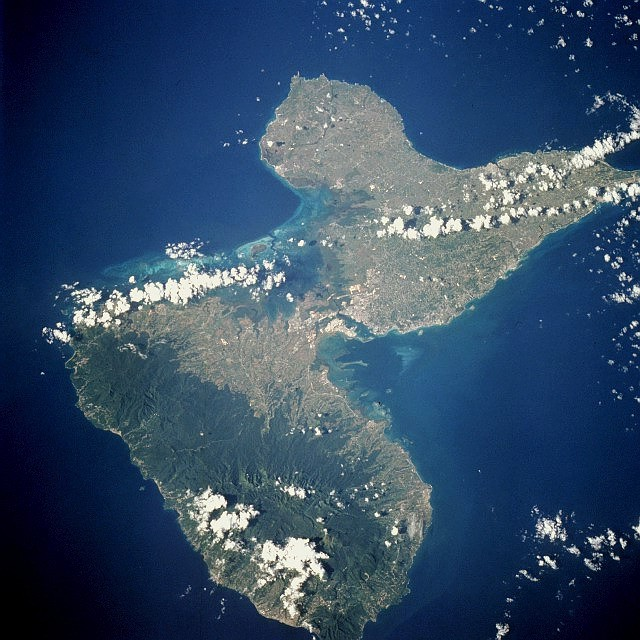
Đảo Grande-Terre (phía trên bên phải) nhìn từ vũ trụ, tháng 9 năm 1994. Bắc là phía trên bên trái trong quan điểm này.

Đảo có diện tích 586,68 km². Tại cuộc điều tra dân số năm 2006, dân số của Grande-Terre là 197.603 cư dân sống ở 10 xã (thành phố). Mật độ dân số là 337 người trên mỗi km² (872 inh. Mỗi dặm vuông. Dặm). Các xã đông dân nhất, theo thứ tự dân số giảm dần, Les Abymes (một phần của khu đô thị Pointe-à-Pitre), Le Gosier (một phần của khu đô thị Pointe-à-Pitre), Pointe-à-Pitre (một phần của khu đô thị Pointe-à-Pitre), Le Moule, Sainte-Anne và Morne-à-l'Eau. 